# Economía de Macao
Las actividades económicas principales de Macao son el turismo (que creció mucho en cantidad, con la llegada de chinos después de 1999) y la explotación de casinos de juegos (fuente del 70 % de los ingresos por impuestos). En oposición a Hong Kong, que es bastante industrializada y 50 veces mayor en extensión territorial, Macao tiene como destaque industrial solamente el sector textil. 
A pesar de haber sido alcanzada por la crisis asiática de 1998 y por la recesión mundial de 2001, su economía creció un 9,5% el 2002. Con el término del monopolio sobre los casinos, tres grandes empresas obtuvieron licencia para explotar el juego, comprometiéndose a invertir US$ 2,2 mil millones.